# 司馬勳
司馬勳（297年以後—366年），字偉長，河內溫縣人。晉朝宗室，司馬懿弟弟司马恂玄孫。東晉梁州刺史，後起兵叛亂失敗，被殺。

## 生平

### 長於北方
司馬勳十多歲時，晉愍帝於長安向漢國將領劉曜出降。司馬勳於是成了劉曜部將令狐泥的養子。長大後擅長騎射，左右手皆能射箭。至咸和六年（331年），司馬勳從關右地區南奔東晉，自稱「是大長秋恂之玄孫，冠軍將軍濟南惠王遂之曾孫，略陽太守瓘之子」，獲授任謁者僕射，以勇氣聞名。

### 受掌梁州
建元二年（344年），梁州刺史桓宣離職，征西將軍庾翼請以司馬勳代其為梁州刺史，因庾翼移鎮襄陽，故司馬勳初鎮西城（今陕西安康），後退守武當。永和三年（347年），安西將軍、荊州刺史桓溫滅亡成漢。因益梁二州故土重新納入晉朝版圖，故司馬勳亦移鎮原本的梁州治所漢中。

### 征伐西土
永和五年（349年），後趙皇帝石虎去世，諸子爭位而令國內大亂，當年司馬勳就經駱谷入關中，擊破後趙長城戍，並進據懸鉤。司馬勳當時離長安只有二百里，於是派部將劉煥進攻長安，並攻破賀城。雖然當時關中人都殺害後趙官吏以響應司馬勳，但司馬勳卻遭到趙將領麻秋的抵抗。司馬勳自知兵少，難以抵抗麻秋，於是唯有退兵。次年，氐族人苻健乘機入據關中並於永和七年（351年）稱王。當時杜洪與張琚據有隴東，派人招引司馬勳，司馬勳於是率領步騎三萬，自漢中進入秦川。不過當時同時苻健派兵防禦司馬勳，司馬勳屢戰皆不利，並於五丈原敗於苻健，於是退回漢中。
另一方面，雖然東晉收復了成漢所據的故土，但蜀地未穩，仍有數場叛亂，包括振威護軍蕭敬文於涪城的叛亂。桓溫曾派鄧遐與益州刺史周撫一同進攻但都不能擊敗對方。最終在永和八年（352年），桓溫派司馬勳與周撫聯手進攻才成功平定蕭敬文，安穩蜀地。

### 桓溫北伐
永和十年（354年），桓溫北伐，同時亦命司馬勳從子午道出兵，一同攻伐苻健的前秦。雖然桓溫主力在藍田縣擊敗前秦軍並進據壩上，威脅長安，但卻沒有繼續進逼，反給予機會讓前秦軍喘息。前秦丞相苻雄於是乘機率七千騎在子午道擊敗司馬勳，逼他退屯女媧堡。司馬勳及後與響應北伐的前涼將領王擢一同攻陷陳倉，但此時桓溫作戰不利，且兵糧不繼，已經退兵，苻雄於是集結力量進攻陳倉，將司馬勳及王擢擊敗。司馬勳唯有返回漢中。

### 叛亂失敗
後來，司馬勳升征虜將軍，監關中軍事，梁州刺史領西戎校尉，並獲賜爵通吉亭侯。然而司馬勳為政暴虐嚴酷，屬下官員及梁州豪族一旦說了不中聽的話都會當場被斬首或被司馬勳引弓射殺，故此當地人都視司馬勳是禍患，十分擔憂。另一方面，司馬勳亦有佔據蜀地的心意，竟有割據一方的意圖。桓溫知道後試圖安撫，以其子司馬康為漢中太守。然而，司馬勳心意已決，只因害怕益州刺史周撫而不敢發難。
興寧三年（365年），周撫去世，司馬勳在當年十月便起兵叛亂，經劍閣入蜀，當時梁州別駕雍瑞及西戎司馬隗粹都懇切諫止，但都遭司馬勳殺害。司馬勳亦自稱梁益二州牧、成都王。司馬勳自劍閣攻涪城，西夷校尉毌丘暐棄城而逃，司馬勳於是進圍成都，益州刺史周楚堅守城池。桓溫知道司馬勳叛亂後，就派了江夏相朱序率兵救援周楚。次年三月，荊州刺史桓豁亦派督護桓羆進攻漢中司馬勳的根據地。至五月，朱序於成都擊敗司馬勳部隊並生擒他，並與其子司馬龍子、長史梁憚、司馬金壹等送到桓溫所鎮的姑孰，皆被斬首，並傳首京師建康。

## 評價
- 《晉書》：「勳托末屬，稟性凶暴。仍荷朝寄，推觳梁民，遂棄親背主，負恩放命。憑庸蜀之饒，苞藏不逞；恃江山之固，奸謀日深。是以搢紳切齒，攄積憤之志；義士思奮，厲忘身之節。天道禍淫，應時蕩定。昔汲黯猶在，淮南寢謀，周撫若存，凶渠未發，以邪忌正，異代同規。《詩》云‘自貽伊戚’，其勳之謂矣。」「勳自貽戚，名隕身亡。」

## 延伸阅读
[在维基数据编辑]
 《晉書·卷037》，出自房玄齡《晉書》